# Compositie met groot rood vlak, geel, zwart, grijs en blauw
Compositie met groot rood vlak, geel, zwart, grijs en blauw is een abstract schilderij uit 1921 van de Nederlandse kunstschilder Piet Mondriaan. Het schilderij bevindt zich in het Kunstmuseum Den Haag.
Het schilderij van olieverf op doek meet 59,5 bij 59,5 cm. Het werd in 1921 gekocht door Jo Steijling, een Nederlandse kennis die de schilder bezocht in Parijs. Door deze verkoop kreeg de schilder voldoende vertrouwen om een duurder atelier te huren in de rue du Départ.